# 1979 en France
Chronologie de la France
- 1975
- 1976
- 1977
- 1978
- 1979
- 1980
- 1981
- 1982
- 1983

Cet article présente les faits marquants de l'année 1979 en France.

## Événements

### Janvier
- 1er janvier : PSA Peugeot Citroën finalise son rachat de Chrysler Europe, qui comprend les usines Simca en France, le groupe Rootes en Grande-Bretagne et Barreiros en Espagne[1]. Le 10 juillet, les anciennes filiales de Chrysler prennent la marque Talbot[2].
- 3 janvier : loi relative au contrat de travail à durée déterminée[3].
- 5-6 janvier : conférence de la Guadeloupe réunissant le président français Valéry Giscard d'Estaing, le président américain Jimmy Carter, le chancelier ouest-allemand Helmut Schmidt et le Premier ministre britannique James Callaghan pour accroitre la sécurité et réduire les tensions dans le monde[4].
- 8 janvier : le pétrolier français Bételgeuse armé par Total explose au terminal de Whiddy Island à Bantry Bay en Irlande, causant la mort des 42 membres d’équipage et de 7 membres du personnel du terminal pétrolier. 40 000 tonnes de pétrole brut se déversent[5].
- 10 janvier : le ministre de l’économie René Monory annonce la « libération totale des prix » pour l’année 1979[6].
- 13 janvier : à Paris, quelques dizaines d'autonomes saccagent le quartier de la gare Saint-Lazare, mettant le feu à des banques, agences d’interim, des cinémas porno et à une perception des impôts et brisant des vitrines de magasins[7].
- 14 janvier : arrivée à Dakar du premier Rallye Dakar, parti du Trocadéro le 26 décembre 1978[8].
- 16 janvier : loi confiant la gestion complète de l'indemnisation du chômage aux partenaires sociaux. Le 16 mars, un accord national interprofessionnel sur l'assurance chômage est conclu, ratifié par une convention le 27 mars 1979[9].
- 23-24 janvier : le central téléphonique de Longwy et le poste d'aiguillage d'Onville sont occupés dans la nuit par l'intersyndicale des travailleurs de la sidérurgie (CGT, CFDT, FO)[10]. Agitation en Lorraine : débuts de la crise ouverte de la sidérurgie en Lorraine[11].
- 24 janvier : manifestation des « flammes de l'espoir » à Longwy contre le plan de restructuration de la sidérurgie[12] qui rassemble 25 000 personnes, dont 12 000 enfants des écoles[10].

### Février
- 21 février : mobilisation des historiens contre Robert Faurisson et les négationnistes : « Il n’y a pas, il ne peut pas y avoir de débat sur l’existence des chambres à gaz » (Le Monde)[13]. Parmi eux Philippe Ariès, Pierre Chaunu, Fernand Braudel, Michelle Perrot, Jacques Le Goff, Pierre Vidal-Naquet, Ernest Labrousse.
- 23 février :
  - André Giraud, ministre de l’Industrie, annonce à l'issue d'entretiens avec les syndicats des mesures sociales pour éviter toute mise au chômage dans l’industrie sidérurgique[14].
  - arrêté Monory instituant la liberté des prix du livre à partir du 1er juillet[15].
- 23-24 février : manifestations à Longwy contre le plan de restructuration de la sidérurgie. Les militants occupent le relais de la télévision puis attaquent le commissariat au bulldozer[16].

### Mars
- 7 et 8 mars : affrontements entre les sidérurgistes et les forces de l'ordre à Denain[17].
- 9 mars : premier vol du Mirage 4000, un prototype d'avion de chasse de Dassault Aviation[18].

- 17 mars : création par la CGT de Radio Lorraine cœur d’acier qui émet illégalement depuis l’ancien hôtel de ville de Longwy[12]
- 18 et 25 mars : élections cantonales[19].
- 22 mars : création d'une commission des comptes de la Sécurité sociale[20].
- 23 mars : à Paris, la marche des sidérurgistes organisée par la CGT, tourne à l'émeute ; les bris de vitrines et les pillages perpétrés par des casseurs semblent orchestrés par la police pour discréditer les manifestants[17].
- 26 mars : création de la SIPLEC (Société d'Importation E.Leclerc)[21].
- 26 - 27 mars : conférence de l’OPEP à Genève. Le prix du pétrole augmente de 10 %. Début du deuxième choc pétrolier[11]. Le prix du baril de pétrole « Arabe léger » passe de 13,34 à 18  dollars de janvier à juillet, jusqu’à 32 dollars en novembre[22].
- 29 mars : Louis Pauwels popularise le terme de « Nouvelle Droite » dans une interview à France-Soir[23].
- 30 mars : procès en correctionnelle de Gérard Roussel accusé d'avoir eu des rapports sexuels avec des fillettes de 6 à 12 ans, à l'issue de l'affaire des films de la FNAC[24].

### Avril
- 1er avril : premier numéro du magazine Gai Pied[25].
- 6-8 avril : congrès du PS à Metz ; Michel Rocard défend une révision du Programme commun. François Mitterrand remporte la majorité sur la fidélité à ce programme[26].

### Mai

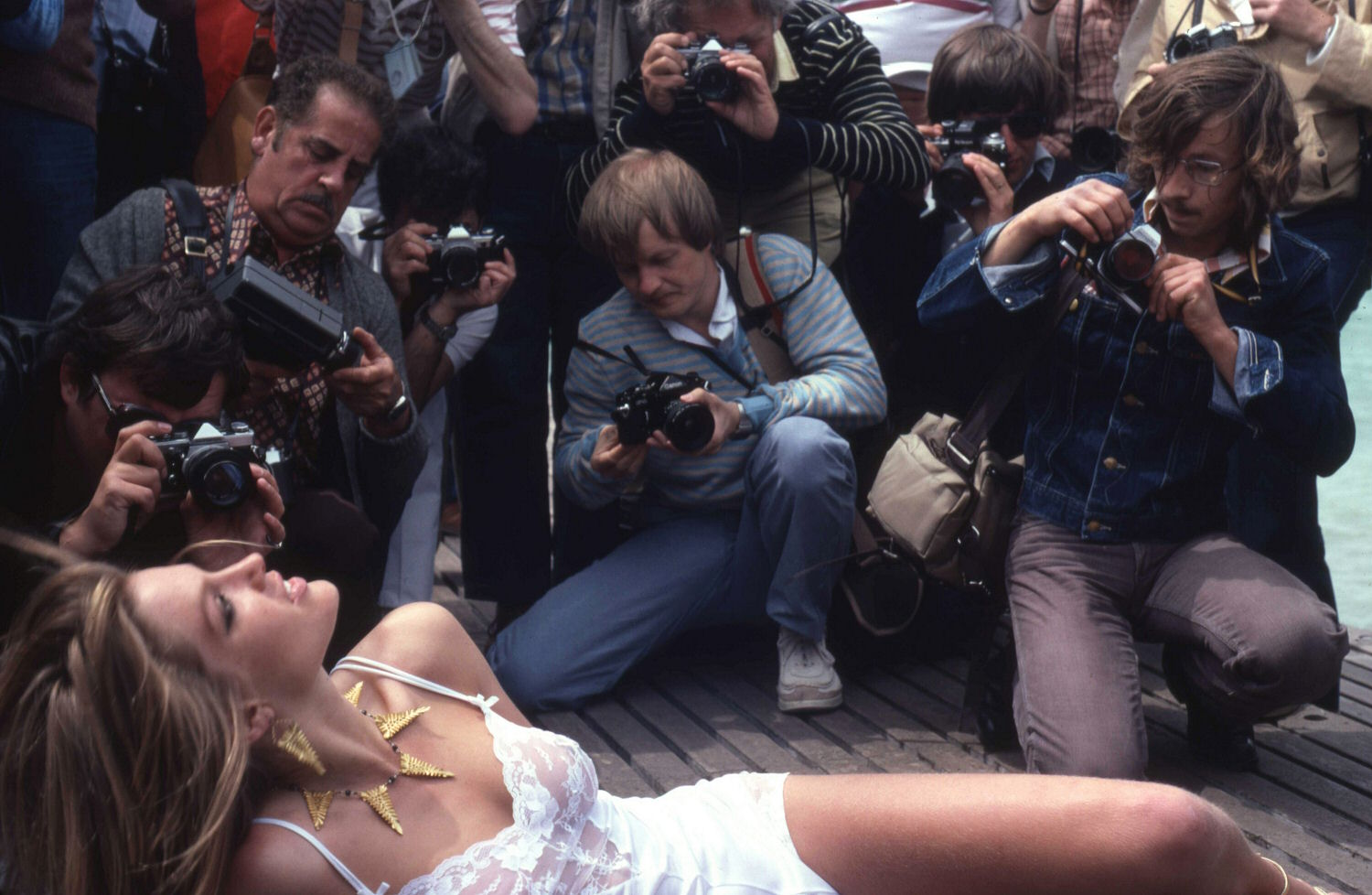
Une « starlette » photographiée lors du festival de Cannes 1979.

- 1er mai : mitraillage du siège du patronat français par Action directe[27].
- 9-13 mai : XXIIIe congrès du Parti communiste à Saint-Ouen[28].
- 16 mai : lancement de la Peugeot 505[29]

### Juin
- 7 - 10 juin : élections européennes[30].
- 25 juin : le paquebot France est vendu à un armateur norvégien. Rebaptisé Norway, il quitte définitivement Le Havre le 18 août[31].
- 26 juin : Jean-Paul Sartre, Raymond Aron, André Glucksmann et Michel Foucault se rendent à l’Élysée pour l’opération « Un bateau pour le Viêt-nam »[11]. Ils demandent 3000 visas au président Valéry Giscard d'Estaing pour les réfugiés embarqués sur le bateau l’Île de Lumière. Celui-ci en concède 1000. Après quoi Sartre et Aron s’en vont côte à côte, comme ils étaient venus. « Aron était un peu plus ému que Sartre, se souvient André Gluscksmann. Il était plus recueilli. Sartre, déjà aveugle, attachait moins d’importance à la rencontre ».[pertinence contestée]
- 27 juin : la commission parlementaire  créée le 20 décembre 1978 sous la présidence de Bernard Pons pour trouver les causes au déficit de la Sécurité sociale dépose son rapport rédigée par Pierre Bourson[32]. Elle estime que les dépenses les plus souvent citées sont surestimées (arrêts de travail abusifs, gaspillage des médicaments, responsabilité de l'industrie pharmaceutique) et souligne que les causes véritables sont la généralisation de la protection sociale, la volonté de disposer d'une médecine de qualité, les grands fléaux sociaux (alcoolisme et tabagisme), les accidents de la circulation, les accidents du travail et les maladies professionnelles[33].
- 28 juin : arrêté interministériel relatif à l'encadrement de la distribution du fioul domestique entre le 1er juillet et le 30 juin 1980[34]).

### Juillet
- 1er juillet : libération du prix du livre[15].
- 9 juillet : Serge et Beate Klarsfeld sont victimes d'une tentative d'assassinat revendiquée par le réseau néo-nazi Odessa pour leur action contre les criminels nazis[35]. Leur voiture est détruite par un explosif déposé dans le parking de leur immeuble.
- 13 juillet : loi relative à l'information et à la protection des emprunteurs dans le domaine immobilier[36].
- 14 juillet : un million de spectateurs assistent place de la Concorde au premier méga-concert de Jean Michel Jarre[37]. Ce chiffre constitue à l'époque le record du monde qui sera pulvérisé à plusieurs reprises par Jean Michel Jarre lui-même.
- 17 juillet : Simone Veil est élue Présidente du Parlement européen[38].
- 24 juillet : les partenaires sociaux de la sidérurgie, à l'exception de la CGT, signent une proposition patronale de convention sociale portant sur des « mesures de cessation anticipée d'activité » qui concernent 12 000 salariés mis en retraite anticipé. 21 750 emplois doivent être supprimés d'ici 1981[39].
- 25 juillet : le plan Barrot en vue de redresser la situation financière de la Sécurité sociale est adopté au cours du Conseil des Ministres. Il prévoit l'augmentation des cotisations sociales des assurés de 1% pour une durée de dix-huit mois à compter du 1er août, une contribution budgétaire de 2 milliards, un blocage des honoraires médicaux et une diète budgétaire pour les hôpitaux[40].

### Août
- 6 août- 25 août : affaire des feux de Séron. 106 incendies sont déclarés dans une ferme à Séron, un petit village à 18 km à l'Ouest de Tarbes ce qui provoque un emballement médiatique[41].
- 29 août : le gouvernement annonce un plan de soutien à l'économie de 4,5 milliards de francs[6]

### Septembre
- 4 septembre : inauguration du Forum des Halles par le maire de Paris, Jacques Chirac[42].
- 17 septembre : la société McDonald's, alors en procès avec le franchisé Raymond Dayan, ouvre un restaurant à Strasbourg, place des Halles, qu'elle considère comme le premier en France[43].
- 20 septembre : assassinat de Pierre Goldman par deux hommes se réclamant du mystérieux groupe « Honneur de la police »[44].
- 20 - 21 septembre : destitution de l’empereur de Centrafrique Jean Bédel Bokassa. L’ancien président David Dacko reprend le pouvoir à la suite d’un coup d’État opéré avec l’aide de parachutistes français[45].

### Octobre
- 10 octobre : révélation du Canard enchaîné sur l'affaire des diamants de Bokassa mettant en cause le président Giscard d'Estaing[46].
- 16 octobre : une partie du chantier d'agrandissement de l'aéroport de Nice s'effondre en mer et provoque un glissement de terrain sous-marin qui cause un raz-de-marée de plusieurs mètres sur la côte entre Nice et Antibes[47]. Neuf personnes trouvent la mort.
- 22 octobre : les députés du groupe RPR refusent de voter le budget faute pour le gouvernement d'avoir réalisé deux milliards d'économies ; l'article 25 de la loi de finance qui établit l'équilibre général est rejeté[48]. Raymond Barre, convalescent, doit engager par deux fois, le 17 novembre et le 13 décembre, la responsabilité du gouvernement sur la base de l'article 49-3 de la Constitution. Mais le 24 décembre, le Conseil constitutionnel censure la loi de finances pour 1980, la seconde partie de la loi devant être mise en discussion avant l'article d'équilibre de la première partie. Le gouvernement doit recommencer et appliquer l'article 49-3, d'abord sur la première partie, puis sur la seconde[49].
- 28 octobre : sortie du premier numéro du magazine Actuel, nouvelle formule. Jean-François Bizot déclare dans l'éditorial : « Rien à voir avec la tristesse des années 70 : les années 80 seront actives, technologiques, vigoureuses et gaies »[50].
- 30 octobre : le ministre du travail Robert Boulin est retrouvé mort dans la forêt de Rambouillet après sa mise en cause dans une affaire immobilière. Les circonstances du décès restent obscures (voir Affaire Robert Boulin)[51].

### Novembre
- 2 novembre : l’« ennemi public numéro un », Jacques Mesrine est tué par des policiers[52].

### Décembre
- 24 décembre : le Conseil constitutionnel censure la loi de finance pour 1980[49].

## Naissances en 1979
- 26 janvier : Jean Pormanove, vidéaste web et streameur († 18 août 2025).
- 20 juin : Ben, humoriste.
- 13 juillet : Alexis Tomassian, acteur.

## Décès en 1979
- 16 mars : Jean Monnet, homme d'État français (° 1888).
- 3 octobre :  Nicos Poulantzas, sociologue et philosophe français d'origine grecque, qui se suicide depuis le vingt-deuxième étage de la tour Montparnasse.
- 30 octobre : Robert Boulin, homme politique et ministre français
- 2 novembre : Jacques Mesrine, 42 ans, criminel français.